# 克孜勒库姆沙漠
克孜勒库姆沙漠，亦称克孜尔库姆沙漠、克齐尔库姆沙漠，是世界第十一大沙漠。克孜尔和库姆在突厥语族语言（含乌兹别克语、哈萨克语和维吾尔语等）中分别指红色和沙子。沙漠位于中亚阿姆河与锡尔河之间的河间地，包括哈萨克斯坦，乌兹别克斯坦和部分土库曼斯坦领土，总面积约为29.8万平方公里。

## 地理
沙漠主要由平原构成，也有部分低地和丘陵，海拔最高为300米。境内也有封闭盆地和孤山，海拔高达922米。地势由东南向西北倾斜。大部分地区被沙所覆盖，沙垄较多，一般高度3-30米，最高可达75米，多小绿洲。西北地区多龟裂地，部分地区有黏土覆盖。因沙漠主要构成为崩裂的岩屑和沉积红壤的残余物质，故呈红色。
由于地处内陆，属于温带大陆性气候，夏季炎热。年降水量仅为100-200毫米。

## 生物
沙漠动物包括北部的赛加羚羊（Saiga tatarica，冬季迁徙）与一种最长达1.6米的跨里海沙漠蜥蜴（Varanus griseus caspius）。乌兹别克布哈拉州在1971年辟有自然保护区。保护区面积达10.01万平方公里，准确地点位于土库曼斯坦中北部的达干阿图（Dargan Ata）附近的阿姆河洪泛地。保护区内有大夏马鹿（C. e. bactrianus）、野猪、野鸡、金雕等。哈萨克斯坦境内还有兔狲、沙漠猫等稀有动物。
在布哈拉以南40公里处有另一个成立于1977年的自然保护区「Djeyran」，面积为51450平方公里。是包括鹅喉羚、普氏野马、波斯野驴和波斑鸨在内的珍稀动物哺育中心。

## 经济
耕地很少。沙漠为畜牧业的中心，主要牧养绵羊和骆驼（单双峰均有）。沿河流和绿洲有农业定居点，苏联曾在此为防治土壤次生盐碱化将部分地区改造为富饶的绿洲灌区。
矿藏主要为金、银、铜、铝、铀以及石油和天然气。在东南部的加兹利（Gazli）天然气田，和中部建于1970年代的穆伦陶（Muruntau）金矿区比较著名。冶炼中心则集中于纳沃伊州境内的纳沃伊、扎拉夫尚与于奇库杜克三个城市。